# Egri Lukács
Egri Lukács (feltehetően Eger, ? – Jászó, 1574) protestáns lelkész, műfordító, egyházi író, a magyarországi unitarizmus egyik előfutára.

## Életpályája
Egerben, majd Wittenbergben tanult Philipp Melanchthon tanítványaként. Útban hazatérve megállt Krakkóban, egyes források emiatt tévesen azt állítják, hogy ott is tanult. 1555–1558 között Egerben, 1558–1565 között Kolozsváron, 1565–1567 között ismét Egerben, 1567-től Ungváron volt prédikátor, utóbb az ungi  egyházmegye esperesének választották. 
Antitrinitárius (szentháromságtagadó) és anabaptista nézeteivel szemben állt a református egyház tanításaival; Antonio Possevino jezsuita szerzetes szerint ő és Molnár Gergely iskolamester fordították az unitarizmus felé Dávid Ferencet is. Több zsinaton próbálták tanainak visszavonására rávenni (Gönc, 1566; Szikszó, 1568; Kassa, 1568; Sárospatak, 1568), és jeles református személyiségek léptek fel ellene. Méliusz Juhász Péter például „csácsogó hójag Lukács”-nak nevezte A Debrecenbe összegyűlt keresztyén prédikátoroknak igaz és Szentírás szerint való vallások című írásában. 
1567. decemberben Schwendi Lázár főkapitány fogságba vetette, és Kassára vitette, ahol zsinaton tárgyalták az ügyét. A zsinati döntés alapján 1568-tól Szádváron tartották fogva, viszonylag jó körülmények között. Ekkor még tartotta magát az elveihez, de 1572-ben átszállították Jászóra, ahol a vár Bornemisza Gergely jászói és egyben szepesi prépost fennhatósága alatt állt. A fogság, a tanulmányozott könyvek, és a prépost hatására megtért, és érveket sorakoztatott fel a Szentháromság védelmében; 1573-ban azt is felajánlotta, hogy kész az unitáriusok ellen küzdeni. Ennek ellenére nem bocsátották szabadon, fogságban halt meg.

## Munkássága
Kolozsvári prédikátorsága idején részt vett a Heltai Gáspár nevéhez fűződő Újszövetség-fordítás elkészítésében, amely 1561-ben jelent meg. Részt vett a Francesco Stancaro elleni hitvitákban, ennek kapcsán született Esame Teologico  (latinra fordítva: Quaestio theologica) című műve (Kolozsvár, 1558). Az 1566. január 22-i zsinatra egy 7 tételből álló rövid hitvallást, az 1568. január 27-i kassai zsinatra 27 propozícióból álló írást készített. Antitrinitárius nézeteit kifejtő De controversis fidei questionibus adversus dogmata Calvini…  című írása 1567 körül készülhetett, és valószínűleg kéziratban terjedt, amint azt Szikszai Fabricius Balázsnak Refutatio argumentorum Lucae Agriensis című – Egri Lukács írására válaszoló – művéből (1568) következtetik. 